# (15130) 2000 EU49
A (15130) 2000 EU49 a Naprendszer kisbolygóövében található aszteroida. A LINEAR projekt keretében fedezték fel 2000. március 9-én.